# Ine Wannijn
Ine Wannijn (Oudenaarde, 11 april 1982) is een Belgisch voormalig wielrenster die zowel op de weg als op de baan uitkwam. Als nieuweling en junior werd zij eind jaren 90 enkele malen Belgisch kampioen op beide disciplines. In 2002 veroverde Wannijn de nationale titel op de weg bij de elite.